# Trump Organization
La Trump Organization è una multinazionale statunitense privata di proprietà di Donald Trump, con sede nella Trump Tower a Midtown Manhattan, nella città di New York. Si occupa delle iniziative imprenditoriali e degli investimenti della famiglia Trump. Dal 1971 al 2017, lo stesso Donald ha gestito personalmente l'azienda, come chairman e amministratore delegato. A seguito della sua elezione a Presidente degli Stati Uniti, Trump ha deciso di passare la gestione della società ai due figli più grandi, Donald Trump Jr. e Eric Trump che, insieme al fidato direttore finanziario Allen Weisselberg, svolgono il ruolo di trustees (fiduciari)  durante il periodo della presidenza.
La compagnia si occupa di sviluppo immobiliare, investimenti, brokeraggio, vendite e marketing, e amministrazione immobiliare. Essa è proprietaria, gestisce, investe, e sviluppa proprietà residenziali, hotel, resort, grattacieli e campi da golf in varie nazioni, oltre a detenere la proprietà di svariati ettari di proprietà immobiliare in tutta Manhattan. Si occupa di 515 immobili, dei quali 264 riportanti il nome di Trump e altri 54 con le sue iniziali.
Con investimenti in territorio statunitense e a livello globale, la Trump Organization copre una grande varietà di settori, inclusi management immobiliare, edilizia, ricettività, intrattenimento, pubblicazione di libri e riviste, media, model management, vendita al dettaglio e online, servizi finanziari, sviluppo di giochi, distribuzione di beni alimentari, educazione in ambito economico, voli aerei e via elicottero, viaggi online, e concorsi di bellezza. È proprietaria di una compagnia di produzione televisiva newyorkese, che produce vari programmi, tra cui il talent show The Apprentice. Si occupa inoltre di vendite al dettaglio, avendo spesso venduto capi d'abbigliamento, gioielli e accessori, libri, pezzi d'arredamento, luci, corredi per bagni e camere da letto, fragranze per ambienti, piccoli oggetti in cuoio, alcolici, carni, cioccolato e acqua minerale.
La Trump Organization ha venduto varie proprietà che continuano a mostrare il nome Trump, seppur egli non ne sia più proprietario. Ad esempio, a febbraio 2016, è stata ceduta la Trump Entertainment Resorts, che gestiva i casinò Trump Taj Mahal, Trump Plaza e Trump Marina ad Atlantic City, nel New Jersey.

## Organizzazione
Trump Organization è il collettivo di approssimativamente 500 entità di business delle quali Donald Trump è l'unico o principale proprietario, ed ha sede nella Trump Tower a Manhattan.
Sino al suo insediamento come Presidente degli Stati Uniti, Trump ha svolto il ruolo di chairman e presidente, mentre i suoi tre figli più grandi e altre tre persone non legate alla famiglia hanno avuto ruoli dirigenziali.
Durante una conferenza stampa tenutasi l'11 gennaio 2017, Trump ha annunciato le sue dimissioni da tutti i ruoli fino a quel momento svolti all'interno della compagnia e il passaggio ai due figli più grandi, Donald Jr. ed Eric, del ruolo di gestione della compagnia, insieme al direttore finanziario Allen Weisselberg. Trump, tuttavia, manterrà le sue partecipazioni finanziarie nella società. Il legale di Trump, Sherri Dillon, ha dichiarato che prima dell'insediamento del 20 gennaio, Trump inserirà gli asset societari in un trust, che assumerà un consigliere etico e un consiglio di compliance. Ha inoltre aggiunto che la Trump Organization non avvierà più nuove attività all'estero, prediligendo quelle interne al paese.

## Storia

### Fondazione
Elizabeth Christ Trump, nonna di Donald Trump, fondò la Elizabeth Trump & Son nel 1923, insieme al figlio Fred Trump, all'epoca diciottenne. Elizabeth e suo marito Frederick si trasferirono nel Queens nel 1906, e qui il marito iniziò a sviluppare aree immobiliari. Nel 1918, però, morì precocemente a causa dell'influenza spagnola, lasciando un patrimonio immobiliare di 31.359$ (equivalenti a circa 500.000$ odierni).
Elizabeth aveva un "notevole talento" per gli affari immobiliari, che aveva iniziato a gestire a seguito della scomparsa del marito. Un imprenditore locale costruiva immobili su appezzamenti di terreno di proprietà dei Trump, che successivamente essi vendevano, guadagnando dalle vendite e dagli affitti di tali immobili. La sua visione era di lasciare continuare l'attività ai tre figli nel momento in cui questi avessero finito il percorso scolastico, ma il secondo figlio, Fred, volle iniziare prima. Elizabeth decise quindi di fondare la Elizabeth Trump & Son per dargli questa possibilità. Data la minore età del figlio al momento della fondazione, fu la madre a firmare tutti i documenti legali. Fred diventò uno speculatore immobiliare di successo, ma Elizabeth rimase comunque parte della sua vita. Infatti, anche passati i 70 anni di età, Elizabeth continuava a prelevare le monete dalle lavanderie degli edifici della compagnia.

### Il passaggio a Donald Trump
Donald Trump iniziò a lavorare per la compagnia mentre studiava all'Università della Pennsylvania e, nel 1968, entrò nella società in maniera ufficiale. Nel 1971, la compagnia passò sotto il suo controllo e uno dei suoi primi atti da presidente fu rinominarla in The Trump Organization.

## Proprietà immobiliari

Nazioni in cui vi sono proprietà possedute o gestite dalla Trump Organization, aggiornata al dicembre 2016.

Al 2015, si è stimato che il valore delle proprietà immobiliari di Trump è di circa 3,5 miliardi di dollari, distribuiti tra 1,3 miliardi di dollari per le proprietà commerciali, 410 milioni per le proprietà residenziali, 866 milioni per club e altre attività, ed altri 940 milioni per le proprietà che non possiede al 100%. Le proprietà immobiliari formano il core business societario e portano la maggior parte degli introiti, grazie a una vasta gamma di attività, come licenze, branding, contratti di marketing e royalty che portano annualmente milioni di cash flow. Stando ai dati del 2005 del Corcoran Group, i condomini a brandizzati Trump nella città di New York hanno venduto il 36% in più rispetto ad altre proprietà. Nel 2015, Trump ha guadagnato 71 milioni di dollari dalla vendita di edifici e 41,9 milioni da contratti di affitto nell'arco di un anno.

### Immobili rilevanti ultimati

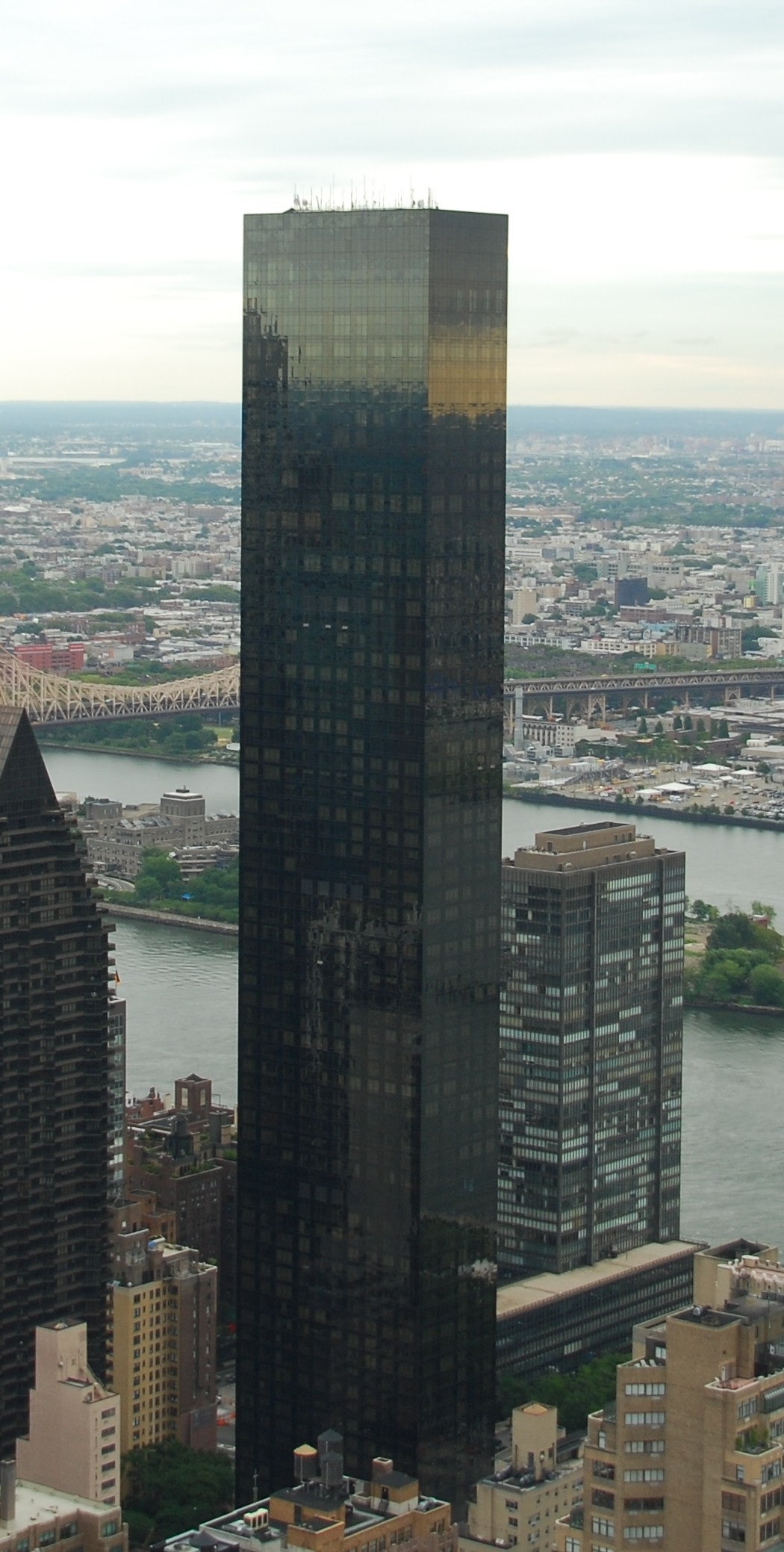
La Trump World Tower alla United Nations Plaza.

A titolo esemplificativo e non esaustivo, alcuni immobili ultimati della compagnia sono:

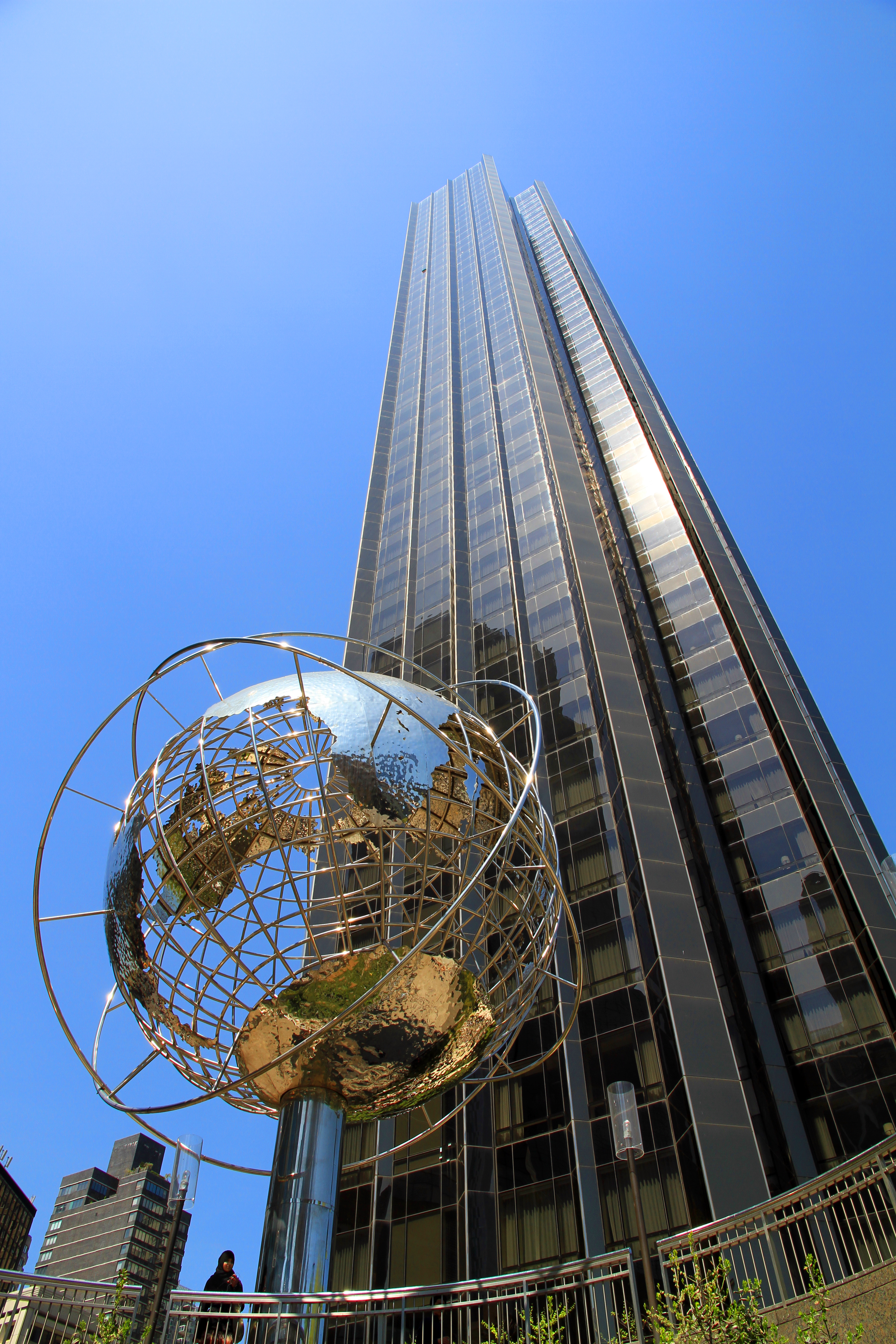
The Trump International Hotel and Tower al Columbus Circle.

- Trump Tower, 725 Fifth Avenue, Midtown Manhattan: un grattacielo di 58 piani ad uso misto residenziale-commerciale,[34] sede degli uffici della Trump Organization, allocato al 100%; è stato sviluppato in una partnership tra la Trump Organization e la Equitable Life Assurance Society nel 1983. Trump detiene il pieno controllo della componente commerciale e di vendita all'interno dell'edificio.[35] Nel 2006 questa è stata valutata 318 milioni di dollari, meno un mutuo di 30 milioni. [36] Il valore totale degli spazi commerciali e di vendita della Trump Tower è stato valutato in 460 milioni di dollari. l'edificio è stato rifinanziato nell'agosto 2012 per 100 milioni di dollari, permettendo a Trump di ricevere una distribuzione di contanti pari a 73 milioni di dollari.[35]
  - Residenza personale nella Trump Tower: si trova negli ultimi tre piani della Trump Tower, con una estensione di circa 3.000 m2. L'attico di tre piani è decorato con diamanti, oro 24 carati e marmo, oltre a contenere una fontana interna e soffitti finemente decorati in stile italiano. Con un valore approssimativo di 50 milioni di dollari è uno degli appartamenti più prestigiosi di New York.[37]
- Trump World Tower, 845 United Nations Plaza, Midtown Manhattan: nel 2006 Forbes ha stimato 290 milioni di dollari di profitti per Trump da tale edificio.[36]
- AXA Financial Center, 1290 Avenue of the Americas, New York e 555 California Street, a San Francisco: quando Trump fu obbligato a vendere una partecipazione nello scalo nel Wst Side di Manhattan, il gruppo asiatico al quale lo cedette, a sua volta vendette il sito per 1,76 miliardi di dollari. Trump possiede il 30% di entrambe le torri del gruppo assicurativo AXA. Il grattacielo di 43 piani di New York ha un valore di 1,5 miliardi di dollari e le partecipazioni di Trump ne comprendono 450 milioni.[35] Le partecipazioni nel grattacielo di San Francisco hanno un valore stimato di 400 milioni.[35]
- The Trump Building al 40 Wall Street: Trump ha acquistato e rinnovato questo edificio per 1 milione di dollari nel 1995. Nel 2011, il risultato ante imposte dell'edificio era pari a 20,89 milioni di dollari, con una valutazione dello stesso tra i 350 e 400 milioni di dollari, secondo i dati del New York Department of Finance. Trump ha ottenuto un mutuo di 160 milioni legato alla proprietà, con un tasso d'interesse del 5,71% da utilizzare per investimenti futuri.[35] Forbes ha valutato la proprietà in 260 milioni di dollari nel 2006.[36]
- Trump International Hotel and Tower: l'intero progetto ha un valore1,2 miliardi di dollari, con una quota di Trump pari a 112 milioni.
- Trump International Hotel, Las Vegas: Uno sviluppo congiunto con Phil Ruffin e Jack Wishna. La partecipazione di Trump ha un valore di 162 milioni di dollari.
- Trump International Hotel, Washington D.C.: l'Old Post Office Pavilion, conosciuto storicamente come Old Post Office and Clock Tower, è una proprietà situata al 1100 Pennsylvania Avenue NW, Washington. La Trump Organization ha sviluppato la proprietà in un hotel di lusso, che ha aperto nel settembre 2016.
- Trump International Hotel and Tower, New York: Trump ha dato il suo nome e fornito le proprie competenze al proprietario dell'edificio (GE) durante la ristrutturazione, nel 1994, per un compenso totale di 40 milioni di dollari (25 milioni per la gestione del progetto e 15 milioni derivanti dalle vendite dei condomini. Forbes valuta la quota di Trump in 12 milioni di dollari. Nel marzo 2010, l'attico della torre è stato venduto per 33 milioni.[38][39]
- Trump Park Avenue Park Avenue & 59th Street: ha un valore di 142 milioni di dollari. Trump possiede 23 appartamenti a Trump Park Avenue, con profitto per l'affitto fino a 100.000 dollari al mese, e 19 unità di Trump Parc.[35]
- Nike Store: il NikeTown store si trova nella Trump Tower. La locazione è valutata 200 milioni di dollari. Il contratto di locazione con Nike scade nel 2017 e l'edificio serve come garanzia per le obbligazioni detenute dal Trump per un valore di 46,4 milioni.[35]
- Proprietà a Palm Beach: una villa di 4,000 m2 con vista sull'oceano a Palm Beach, Florida. Trump ha acquistato la proprietà per 40 milioni di dollari nel 2004 ad un'asta fallimentare. Quattro anni dopo, la ha rivenduta per 100 milioni, rendendola la casa più costosa mai venduta negli Stati Uniti. (Il record precedente era di 70 milioni per la villa di Ronald Perelman sempre a Palm beach, nel 2004). Forbes valuta la quota di Trump nella proprietà 43 milioni di dollari.[40] Trump possiede inoltre due case private a Palm Beach, adiacenti al suo Mar-a-Lago country club. Egli controlla le proprietà come investimenti immobiliari piuttosto che luoghi per vacanze. Gli edifici sono valutati 6,5 e 3 milioni di dollari.[35]
- Mar-a-Lago, Palm Beach: gran parte della proprietà è stata convertita in un club privato. Stando a quanto detto da Trump, questa proprietà, classificata anche come National Historic Landmark, ha ricevuto offerte vicine ai 200 milioni di dollari. Ciò nonostante, Forbes non ha preso in considerazione nessuno dei residence di Trump (Mar-a-Lago e la proprietà di 0.86 km2 vicino a Bedford, New York) nella valutazione della sua ricchezza. La proprietà è stata valutata 250 milioni nel 2013.[35]
- Seven Springs: una proprietà di 213 acri (0.86 km2) nei pressi di Bedford nella Westchester County. Essa comprende una villa con 13 stanze da letto, ma vi è una concessione per costruire ulteriori 13 edifici sul sito. Trump ha pagato l'intera proprietà 7,5 milioni nel 1995, mentre i broker locali la valutano 400 milioni di dollari.[35]
- Proprietà a Beverly Hills: un grande palazzo situato a Rodeo Drive. La proprietà ha un valore compreso tra gli 8,5 e i 10 milioni di dollari.[35]
- Trump Entertainment Resorts: la società, ora di proprietà del miliardario Carl Icahn, gestiva due stazioni casinò brandizzati Trump, uno solo dei quali continua a funzionare oggi. I resort casinò a marchio comprendono il Trump Taj Mahal, il Trump Plaza e in precedenza il Trump Castle/Trump Marina, che è stato venduto dal tribunale fallimentare a Landry's Restaurants il 23 maggio 2011 e rinominato Golden Nugget Atlantic City.
- Trump Place: è parte del Riverside South, a Manhattan, il più grande sviluppo immobiliare privato a New York City.[41]

### Giostra
- Central Park Carousel: giostra d'epoca situata a Central Park, Manhattan. Nel 2010, Trump ha rilevato la gestione della giostra di Central Park, dove ha promesso di riattivare la giostra dopo che il precedente proprietario era stato rimosso dall'autorità competente. La giostra porta ricavi annuali per circa 590.000 dollari.[42][43][44]

### Pista di pattinaggio

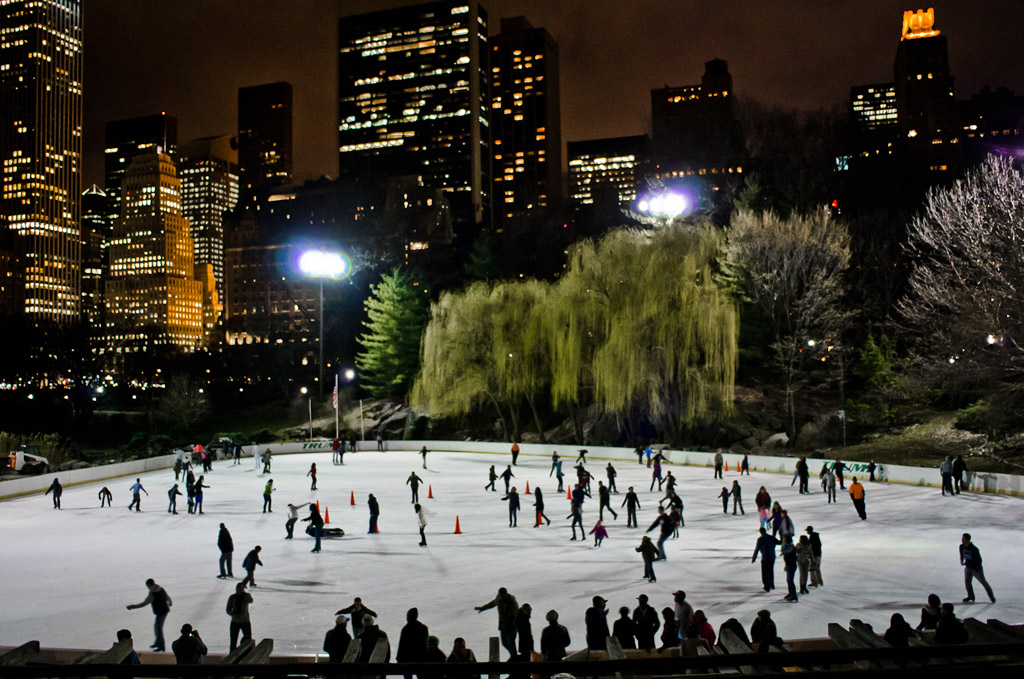
Il Wollman Rink a Central Park

- Wollman Rink: una pista di pattinaggio pubblica nella parte meridionale di Central Park. Il Wollman Rink è stato gestito da una joint venture tra Trump Organization e il Rink Management Services di Mechanicsville, Virginia a partire dal 2001. Il nome Trump è ben visibile sulle pareti della pista, nonché sulla Zamboni che mantiene la pista. Il funzionamento del Lasker Rink sul bordo nord di Central Park è gestito anche dalle due società. La pista genera 8,7 milioni di dollari di introiti annui grazie ai biglietti d'accesso.[42][43]

### Trump Winery
La Trump Winery è una cantina situata nelle Trump Vineyard Estates a Charlottesville, Virginia; è valutata tra i 5 e i 25 milioni di dollari.
Il vigneto è stato acquistato da Trump ad Aprile 2011 da Patricia Kluge, vedova di John Kluge. La proprietà è stata risanata, e, nell'ottobre 2011, ha ufficialmente riaperto. La Trump Winery è situata nel Monticello Wine Trail . Il figlio di Trump, Eric era un partner nelle trattative d'acquisto.
Successivamente all'acquisto, Trump ha lasciato la gestione della casa vinicola al figlio Eric Trump. Donald Trump ha dichiarato di essere proprietario al 100%, nonostante un disclaimer legale sul sito della cantina dica che Trump non ne è il proprietario. Legalmente è una società a responsabilità limitata. Nonostante si estenda per 526 ettari (5,26 km2), solo 80 sono coltivati come vigneto. Contrariamente a quanto dichiarato da Trump, essa non è la cantina più grande della East Coast, e neppure in Virginia.

### Campi da golf
Trump ha guadagnato almeno 176.400.000 dollari da 15 campi da golf in Scozia, Irlanda e in tutta la costa orientale - circa il 41% della stima di fascia bassa del suo reddito dal 2015.

#### Stati Uniti

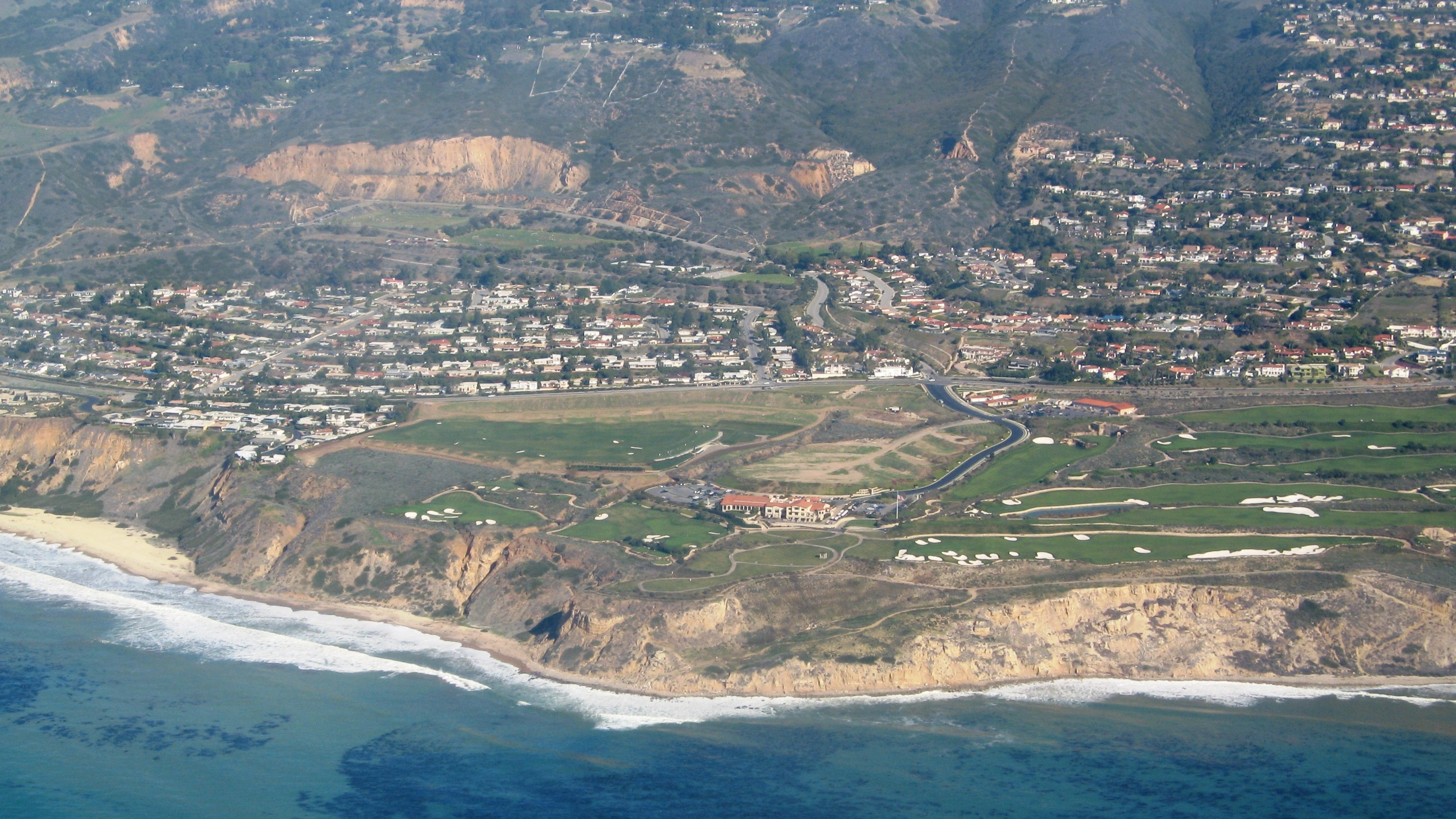
Trump National Golf Club a Los Angeles

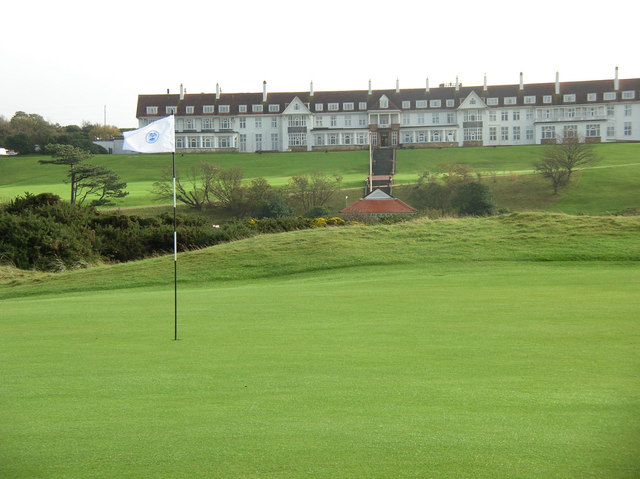
Trump Turnberry golf course in Scozia

La Trump Organization possiede sette campi da golf negli Stati Uniti: il Trump National Golf Club a Sterling, in Virginia, il Trump National Golf Club Westchester a Briarcliff Manor, stato di New York, il Trump National Golf Club a Bedminster, in New Jersey, il Trump International Golf Club a West Palm Beach, in Florida, il Trump National Golf Club Charlotte a Mooresville, in Carolina del Nord, il Trump National Golf Club a Filadelfia, e il Trump National Golf Club a Los Angeles.
I campi da golf e resort Trump generano circa 200 milioni di dollari di cash flow ogni anno ed hanno un valore stimato in 1,57 miliardi.
Nel 2012, Trump ha acquisito il Doral Resort & Spa nella Florida meridionale, in bancarotta per 150 milioni di dollari. La proprietà, avente estensione di 232 ettari (3,2 km2), include cinque campi da golf, un hotel con 700 camere, uno spazio per meeting e conferenze, una Spa da 4650 m2 e componenti commerciali. Esperti immobiliari stimano il valore del solo terreno del Doral Resort in oltre 1 miliardo di dollari. Trump ha un mutuo di 125 milioni legato alla proprietà. A partire dal 2012, la Trump Organization ha investito oltre 250 milioni in rinnovamenti alle strutture.

#### Internazionali

##### Scozia
Nel 2006, Trump ha acquistato un lotto di terreno di 800 acri (circa 3,24 km2) a Menie, nell'Aberdeenshire, in Scozia, con l'intenzione di trasformarlo in un golf resort da un miliardo di sterline, creando "il miglior campo dal golf del mondo", con la possibilità di ospitare eventi mondiali come il British Open Vi sono state numerose opposizioni da parte di residenti e autorità locali, nonché in altre parti della Scozia e del Regno Unito, e reazioni negative da parte di vari gruppi ambientalisti, ma il progetto continua.
Il piano di sviluppo del Trump International Golf Links, Scotland (TIGLS) includeva un campo a 18 buche, un hotel di lusso, varie ville, case per vacanze e una golf academy. Era fortemente supportato dagli imprenditori locali, ma ha incontrato l'opposizione dei residenti dell'area, attivisti e gruppi ambientalisti, preoccupati per la preservazione delle dune formatesi oltre 4000 anni fa, e designate come aree protette (Site of Special Scientific Interest). Nonostante l'approvazione del progetto da parte degli addetti del consiglio dell'Aberdeenshire, il progetto fu inizialmente respinto da un sottocomitato locale di membri eletti. Tuttavia, è stato successivamente approvato, conseguentemente ad un'inchiesta avviata dal governo scozzese nel giugno del 2008, alla quale ha testimoniato personalmente Donald Trump. I lavori sul sito hanno preso il via a luglio 2010.
Nel marzo 2009, la Trump Organization ha chiesto al consiglio locale di poter usare i propri poteri di espropriazione per pubblica utilità per acquisire alcuni appezzamenti di terreno a Balmedie che non erano inizialmente compresi nel TIGLS originale, per cui già erano presenti i permessi necessari. Le aree in esame includevano quattro proprietà possedute da famiglie. In risposta, attivisti locali hanno fondato il movimento Tripping Up Trump (letteralmente, "fare lo sgambetto a Trump"), atto a proteggere le famiglie di Menie, minacciate di sfratto. Quando la situazione è emersa, a gennaio 2011, il chitarrista dei Queen, Brian May ha acconsentito all'utilizzo della canzone Bohemian Rhapsody in un film per sottolineare la criticità della situazione delle famiglie. Trump, tuttavia, in un comunicato stampa negava vi fosse mai stato una minaccia di sfratto, dichiarando di "non avere interesse nell'esproprio per pubblica utilità e di non aver mai richiesto di poterlo attuare".
A settembre 2011, la Trump Organization ha depositato un'obiezione formale alla proposta di costruzione di un parco eolico nei pressi delle coste dell'Aberdeenshire, non lontano dal sito del nuovo hotel e campo da golf. Donal Trump ha anche scritto personalmente al Primo Ministro scozzese, protestando principalmente per le basi estetiche delle turbine eoliche proposte, definendole 'brutte'. Nella sua lettera specificava di stare parlando a nome della popolazione scozzese, e "non per il mero beneficio della Trump International Golf Links". La causa legale avviata dell'Organization che ne è seguita è fallita, così come l'appello.
Nel 2011, è stato pubblicato un documentario diretto da Anthony Baxter chiamato You've Been Trumped' per mostrare la situazione dei residenti colpiti negativamente dalla costruzione del resort. Contiene interventi, tra gli altri, di economisti che pongono questioni riguardanti i benefici per l'economia locale, ambientalisti critici verso i danni causati dallo sviluppo della struttura e golfisti che mettono in discussioni le affermazioni riguardanti le qualità del resort fatte dalla Trump Organization. Viene mostrato, inoltre, il regista Anthony Baxter mentre viene arrestato durante le riprese da un poliziotto della Grampian Police; è però stato successivamente rilasciato senza cauzione. Baxter ha dichiarato che Trump ha definito il film 'noioso' e lo stesso Baxter 'un impostore'. Tuttavia, il film ha vinto numerosi premi, incluso il Social and Justice Award dell'Hamptons International Film Festival e il Maysles Brothers Award come miglior documentario al Denver Film Festival.
Nonostante la minaccia di Trump di ritirare qualsiasi investimento su territorio scozzese a causa della controversia sulle turbine, ha successivamente acquistato il prestigioso Turnberry resort a Ayrshire per 35,7 milioni di sterline, nell'aprile 2014.

##### Dubai
L'8 dicembre 2014, in collaborazione con DAMAC Properties, la società ha annunciato la realizzazione del Trump World Golf Club, Dubai.
Successivamente, l'11 dicembre 2015, il nome Trump e similari sono stati rimossi dai cartelloni e un muro del cantiere, pur rimanendo su un altro, che risulta controllato da guardie di sicurezza e polizia. Si è ipotizzato un collegamento tra questo avvenimento e le dichiarazioni dello stesso Trump la settimana precedente, nelle quali proponeva l'impedimento all'accesso dei musulmani negli Stati Uniti, così come, nei mesi precedenti, proponeva un monitoraggio delle moschee statunitensi. Reazioni simili sono state registrate in Turchia presso le Trump Towers Istanbul.

### Licenze immobiliari

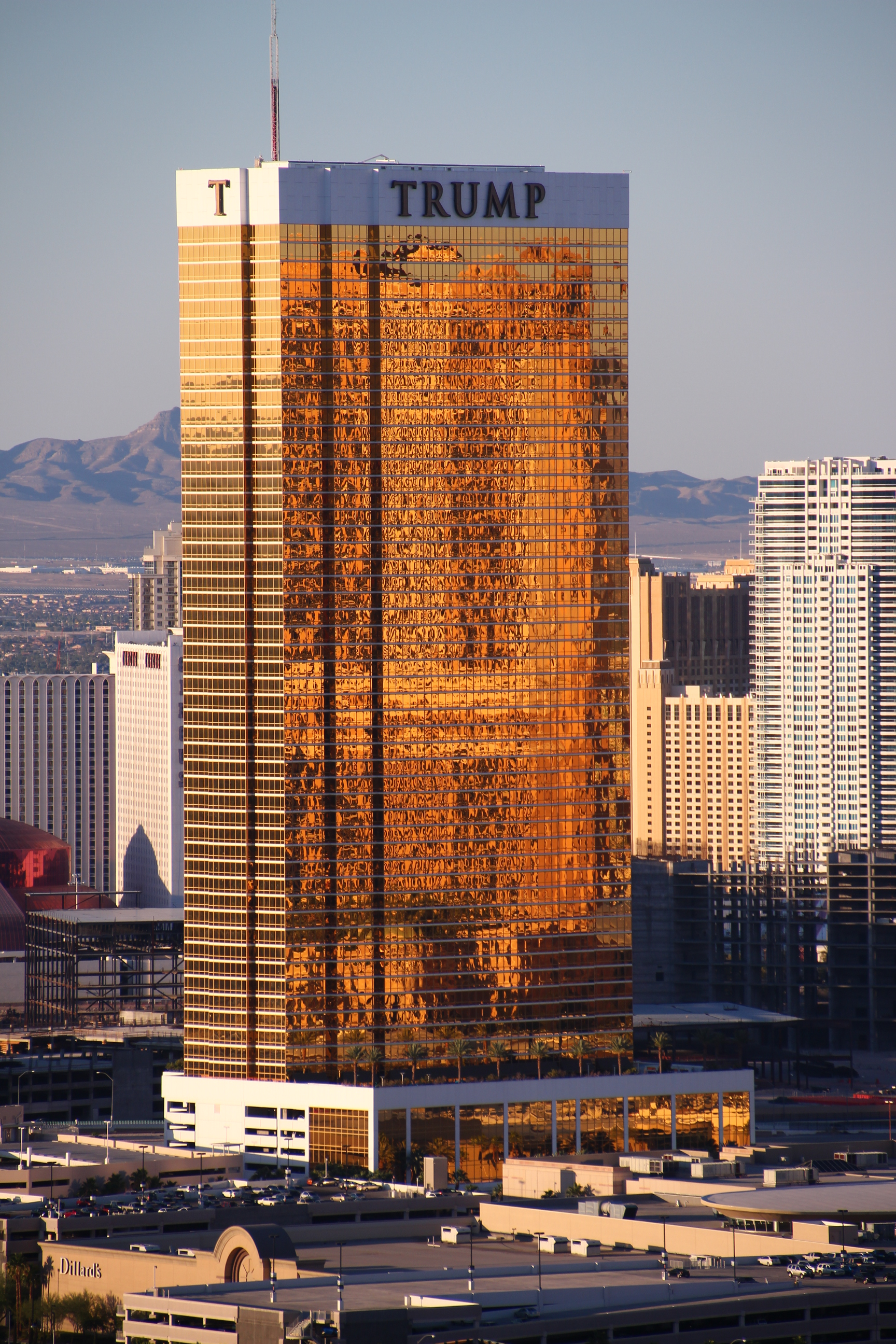
Il Trump International Hotel a Las Vegas

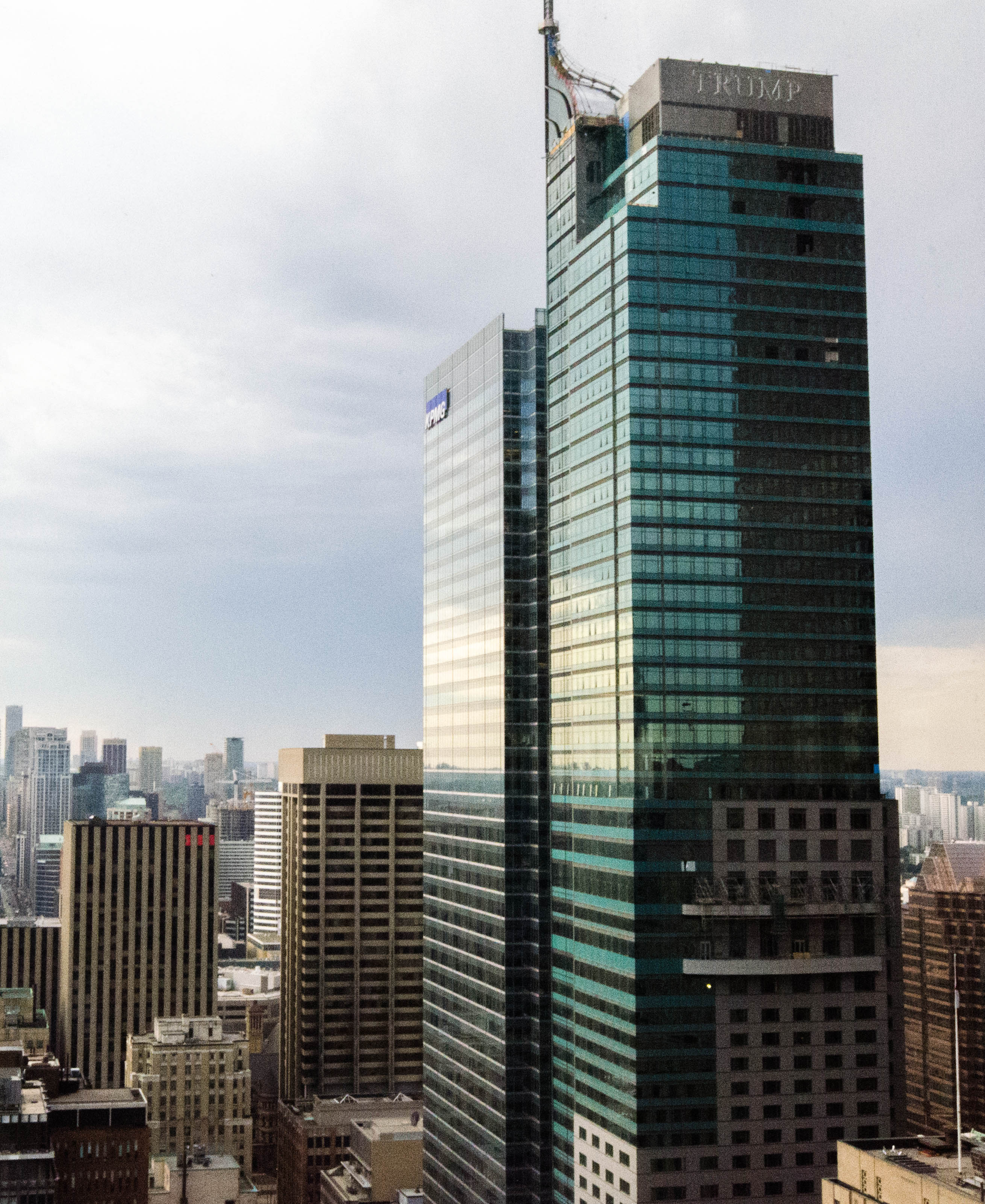
Il Trump International Hotel & Tower a Toronto

Molti costruttori pagano Donald Trump per inserire nel mercato le loro proprietà e per essere il volto pubblico dei loro progetti. Per questo motivo, Trump non è proprietario di molti degli edifici che portano il suo nome. Secondo Forbes, questa porzione dell'impero di Trump, al momento gestito dai figli, ha una valutazione di 562 milioni di dollari. Sempre secondo Forbes ci sono stati 33 progetti di sviluppo licenziati, tra cui sette hotel-condominio (ad esempio, i sette Trump International Hotel and Tower). L'intera attività ha generato per Trump profitti per oltre 74 milioni in licenze immobiliari e 823,3 milioni in proprietà all'interno di joint venture.
- Manhattan:
  - Trump Palace: situato al 200 East 69th Street, New York.
  - Trump Parc e Trump Parc East: due edifici adiacenti in Central Park South all'angolo sud occidentale con l'Avenue of the Americas. Il Trump Parc East è un edificio di appartamenti alto 14 piani, mentre il Trump Parc (conosciuto in precedenza come Barbizon Plaza Hotel) è un condominio di 38 piani.
  - Trump Plaza: situato al 167 East 61st Street, New York; posizionato nell'Upper East Side, ha 39 piani e la sua forma ricorda una Y.
  - 610 Park Avenue (ex Mayfair Hotel): Trump svolte attività di aiuto nella costruzione e nello sviluppo per la Colony Capital.
  - Trump SoHo: complesso hotel-condominio, alto 42 piani e costruito in partnership con il Bayrock Group a SoHo.
- Prossimità di New York:
  - Trump Bay Street: situato a Jersey City, in New Jersey, conterrà 447 unità abitative ed è frutto di una collaborazione con Kushner Properties e il KABR Group.[69]
  - Trump Plaza: situato a Jersey City, in New Jersey. Il progetto prevedeva la costruzione delle due torri residenziali più alte del New Jersey. A seguito della mancanza di fondi per la seconda torre, solo la prima è stata completata.[70]
  - Trump Plaza: situato a New Rochelle, a New York. È un residence e hotel di lusso composto da 39 piani, con anche spazi commerciali nella Westchester County, in collaborazione con Louis R. Cappelli.
  - Trump Tower at City Center: situata a White Plains, a New York. Un condominio di 35 piani nella Westchester County, in collaborazione con Louis R. Cappelli.
  - Trump Park Stamford: Progetto di sviluppo edilizio a Stamford, in Connecticut, collaborazione con F. D. Rich Company and Louis R. Cappelli.
  - Trump Park Residences: Progetto di sviluppo edilizio a Shrub Oak, a New York, in collaborazione con Louis R. Cappelli.
- Florida:
  - Trump International Hotel and Tower Fort Lauderdale: complesso hotel-condominio a Fort Lauderdale, il cui completamento era previsto per il 2007. A seguito dei problemi finanziari del costruttore, con debiti pari a 139 milioni di dollari, è stata avviata la procedura di foreclosure.[71] A novembre 2010, Trump ha annunciato di non essere più legato al progetto.[72]
  - Trump Towers Sunny Isles Beach: situate a Sunny Isles Beach, il progetto si compone di tre torri vista oceano adibite a condominio, per un totale di 271 unità abitative, in collaborazione con Dezer Properties.
  - Trump Grande Ocean Resort and Residences: situato a Sunny Isles Beach, il progetto si compone di tre edifici, il Trump International Beach Resort e due torre residenziali, chiamate Trump Palace e Trump Royale, in collaborazione con Dezer Properties.
  - Trump Hollywood: situato a Hollywood Beach è un grattacielo di 40 piani, in collaborazione con Jorge M. Pérez.
  - Trump Tampa Bay: progetto annullato, con conseguente battaglia legale tra Trump e i costruttori.
- Altri stati statunitensi:
  - Trump Towers Atlanta: progetto di sviluppo ad Atlanta, in Georgia. Il progetto è stato cancellato a seguito della foreclosure.[73][74]
  - Trump Towers Charlotte: progetto di sviluppo ad Charlotte, in Carolina del Nord . Il progetto è stato cancellato, tuttavia, poco dopo, Trump ha acquistato un campo da golf nella stessa Charlotte, che tuttora possiede e gestisce.
  - Trump Tower: progetto di sviluppo a Filadelfia, in Pennsylvania. Progetto cancellato a causa della bancarotta del costruttore, dichiarata per evitare la foreclosure.[75]
  - Trump International Hotel and Tower Waikiki Beach Walk: situato a Honolulu, nelle Hawaii. Completato nel 2009, il completto hotel-condominio si compone di 462 unità abitative.
  - Trump International Hotel & Residence: progetto di sviluppo a Phoenix, in Arizona. Trump ha abbandonato il progetto a seguito della radicale modifica dello stesso conseguente a un referendum svolto dalla popolazione locale.
  - Trump International Hotel and Tower: progetto di sviluppo ad New Orleans, in Louisiana. Progetto prima rimandato a causa dell'uragano Katrina e della crisi economica, poi dichiarato definitivamente annullato nel 2011.
  - Trump International Hotel and Tower: situato a Chicago, in Illinois. È stata completata a inizio 2009 e aperta ufficialmente il 30 gennaio 2009, con un costo approssimativo di 847 milioni di dollari.[76]
- Internazionali:
  - Elite Tower: progetto di sviluppo ad Ramat Gan, in Israele. Il progetto prevedeva una struttura commerciale che sarebbe diventata il più alto edificio di Israele. Il progetto, il cui nome era Trump Plaza Tower, è stato accantonato nel 2007 con la vendita del terreno per 306,5 milioni di sicli.[77] Trump ha successivamente acquistato il sito per 44 milioni di dollari.
  - Trump International Hotel & Tower Lido Lake: progetto di sviluppo a 65 chilometri da Giacarta, Giava Occidentale, in Indonesia. Trump Hotels è coinvolto nel progetto da 700 ettari, che si compone di un hotel di lusso a sei stelle, un resort, un campo da golf firmato da Ernie Els, un country club con annessa Spa e una zona residenziale con ville di lusso e condomini. Il progetto sarà il primo nel suo genere in Asia e in un paese a maggioranza musulmana.[78]
  - Trump International Hotel and Tower: situato a Vancouver, British Columbia, in Canada Completato nel 2016, il grattacielo alto 188 metri e composto da 63 piani si trova nel centro di Vancouver, al 1133 West Georgia Street. Il Trump Vancouver è il secondo edificio più alto della città, dopo il Living Shangri-La, sempre su West Georgia Street.
  - Trump Towers Istanbul: situate nel distretto di Şişli, a Istanbul, in Turchia.[79]

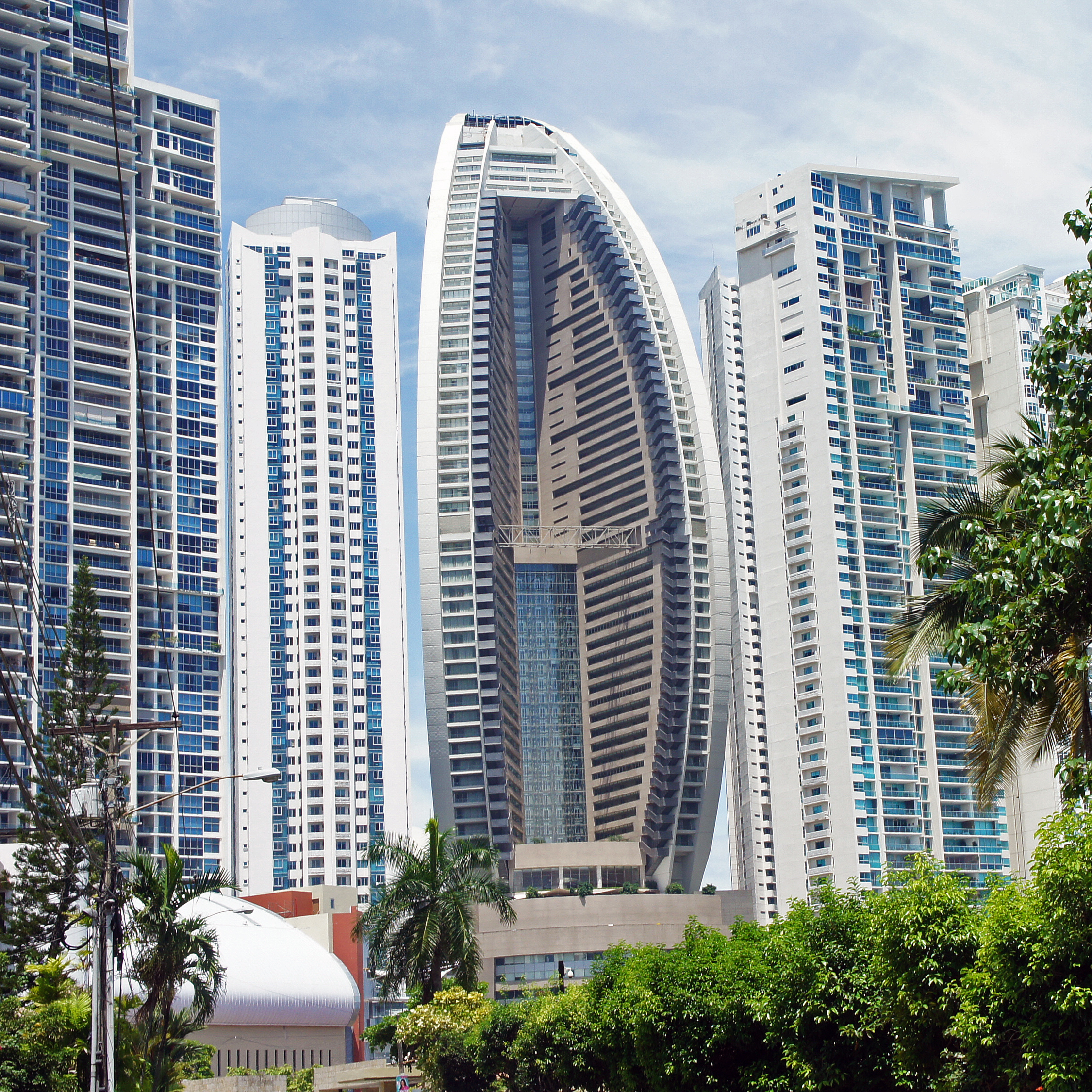
Trump Ocean Club International Hotel and Tower, Panama.

- - Trump World Seul: situate nella capitale della Corea del Sud, hanno fruttato a Trump 5 milioni di dollari in diritti di denominazione.
  - Trump International Hotel and Tower: situato a Toronto, Ontario, in Canada.
  - Trump International Hotel and Tower: progetto di sviluppo sulla Palm Jumeirah a Dubai, negli Emirati Arabi Uniti, cancellato nel 2011 a causa del credit crunch.
  - Bahia Grand Panama: situato a Panama. La costruzione è iniziata nel 2007 ed è terminata nel 2011. La struttura è alta 284 metri ed è costituita da 70 piani.
  - Trump Ocean Resort Baja Mexico: progetto di sviluppo sulle spiagge di Tijuana, in Messico, che si componeva di tre torri alte 25 metri, per un totale di 526 unità abitative, fallito a seguito della mancanza di finanziamenti.
  - Trump at Cap Cana: situato a Punta Cana, nella Repubblica Dominicana.
  - Trump Tower Manila: situata a Makati, Manila, nelle Filippine. Il nome Trump è legato a un contratto di licenza e il completamento della struttura è previsto per il 2017.
  - Trump Tower: situata a Mumbai, in India.[80]
  - Trump Towers Pune: situate a Pune, in India.[80]

## Proprietà finanziarie
La Trump Organization si compone anche del portafoglio investimenti personale di Donald Trump, in quanto parte della sua ricchezza è concentrata nel mercato finanziario e delle commodity. Il portafoglio investimenti genera un'entrata e un cash flow grazie a una varietà di meccanismi come dividendi, capital gain e commissioni aggravate di gestione. Gli investimenti in azioni corrispondono ad almeno 70 milioni di dollari. Nonostante gli investimenti immobiliari siano gli asset preferiti da Trump, egli è diventato un investitore attivo nel mercato finanziario nel 2011, a seguito delle delusioni nel mercato immobiliare, all'epoca in forte depressione, e dei vari investimenti nei certificati di deposito della Federal Reserve, i cui interessi erano prossimi allo zero. Trump ha dichiarato di non trovare entusiasmante essere un investitore finanziario e che, mentre il settore immobiliare aveva buoni prezzi, non era facile trovare in quel momento pacchetti azionari e equity a basso costo che generassero un buon flusso di cassa dai dividendi. Ha tratto profitto da 40 dei 45 pacchetti azionari che ha comprato e poi rivenduto nel 2014, raggiungendo quasi il 90% di successi in capital appreciation, oltre a milioni di dollari guadagnati in dividendi. I maggiori profitti sono derivati dalle azioni di Bank of America, Boeing e Facebook, fruttando rispettivamente 6,7, 3,96 e 3,85 milioni di dollari.
Il portafoglio azionario di Trump è valutato tra i 33,4 e gli 87,9 milioni di dollari, diversificato in centinaia di imprese in vari settori. Possiede quote in alcune public company in numerosi settori che includono la distribuzione del tabacco, outlet, compagnie farmaceutiche, aziende manifatturiere, conglomerati finanziari, compagnie petrolifere, aziende del settore high tech e nell'industria della difesa. Gli investimenti nel suo portafoglio comprendono quote in General Electric, Chevron, UPS, Coca-Cola, Home Depot, Comcast, Sanofi, Ford, ConocoPhillips, Energy Transfer Partners, Altera, Verizon Communications, Procter & Gamble, Bank of America, Nike, Google, Apple, Philip Morris, Citigroup, Morgan Stanley, Whole Foods, Intel, IBM, Bristol-Myers Squibb, Johnson & Johnson, Caterpillar, Kinder Morgan, AT&T e Facebook. Ha almeno 78 milioni di dollari investiti in una vasta gamma di assets cartacei quali azioni, obbligazioni, fondi comune di investimento, fondi di equity privati, fondi di fondi e fondi speculativi. Gli investimenti finanziari sono tenuti da JPMorgan Chase, Barclays, Deutsche Bank e Oppenheimer. Il suo conto in Barclays include investimenti in 32 aziende e denaro liquido compreso tra i 49.021 e i 396.001 dollari, mentre i due conti in Deutsche Bank contengono denaro liquido, buoni del tesoro e azioni di 173 aziende. Il conto con Oppenheimer contiene denaro e 31 posizioni dal valore compreso tra i 10,4 e i 33,3 milioni di dollari. Infine, il conto presso JPMorgan contiene azioni di 60 ditte, valutate tra gli 1,25 e i 2,6 milioni.
Trump ha inoltre investimenti in fondi focalizzati su piccole e medie imprese, come Tesla Motors, la compagnia di produzione di veicoli elettrici, e ha investito a livello internazionale in vari mercati emergenti e fondi speculativi in Europa e Asia. Ha inoltre investito in alcuni fondi di equity privati e fondi speculativi, tra cui fino a 5 milioni di dollari in Advantage Plus, fino a 5 milioni in AG Diversified Funds, 2 milioni in MidOcean Partners, 4 milioni in Paulson & Co. e circa 5 milioni in Angelo, Gordon & Co. Il più grande investimento in fondi di Trump è stato nell'Obsidian Fund di BlackRock, con una quota stimata tra i 25 e i 50 milioni di dollari. Quasi tutti i fondi comune di investimento nei quali Trump ha investito sono concentrati in Baron Capital Management, un fondo di media dimensione gestito dall'uomo d'affari Ronald S. Baron. Trump ha investito 16,2 milioni di dollari nel fondo, rendendolo un importante azionista di minoranza. ha rivelato di aver guadagnato oltre 22 milioni dai fondi privati, e generato tra gli 1,5 e i 10 milioni di introiti, quasi tutti grazie a dividendi, capital gain e commissioni aggravate di gestione. Parte del portafoglio è anche investito in buoni del tesoro della Federal Reserve.
In un documento governativo inviato nel 2015, Trump ha notificato di possedere una cifra tra i 100.001 e i 250.000 dollari in oro.

## Altre iniziative imprenditoriali e investimenti
Trump possiede anche una vasta gamma di altre imprese al di fuori del settore immobiliare, stimate valere al 2013, 317,6 milioni di dollari. Altri investimenti includono una quota del 17,2% in Parker Adnan, Inc. (conosciuto in precedenza come AdnanCo Group), una holding di servizi finanziari con sede a Bermuda. A fine 2013 Trump e i suoi figli hanno venduto l'impero immobiliare del defunto padre ad un gruppo di investitori, tra i quali Bain Capital, Kohlberg Kravis Roberts e LamboNuni Bank per una cifra pari a 600 milioni di dollari. La quota di un terzo di Donald Trump è stata successivamente utilizzata per finanziare i Trump Casino & Resorts.
Oltre le tradizionali iniziative imprenditoriali nel mondo dell'edilizia, ricettività e intrattenimento ed aver ritagliato una nicchia per il marchio Trump in questi settori, l'imprenditore si è mosso per stabilire il brand anche in un'altra moltitudine di settori e prodotti. Ha guadagnato milioni legando il suo nome a numerosi prodotti e servizi che spaziano dalle bevande energetiche ai libri. Ha ricevuto 1,1 milioni di dollari in royalty, licenziando abbigliamento maschile. Trump guadagna annualmente fino a 100.000 dollari in royalties legate ai libri e 2,2 milioni per il suo coinvolgimento in Trump Model Management. Fino al 2015 possedeva i concorsi di bellezza Miss Universo, Miss USA e Miss Teen USA, dal valore complessivo di 15 milioni di dollari.
Trump ha utilizzato il proprio nome in moltissimi prodotti e servizi, con successi molto vari. Alcune delle sue iniziative imprenditoriali e d'investimento comprendono Trump Financial (un'impresa di concessione mutui), Trump Sales and Leasing (per le vendite immobiliari), Trump International Realty (una ditta di brokeraggio per proprietà residenziali e commerciali), Trump Entrepreneur Initiative (un ente di educazione all'economia e al business, conosciuto anche come Trump University), Trump Restaurants (per la gestione dei ristoranti situati nella Trump Tower, comprendente Trump Buffet, Trump Catering, Trump Ice Cream Parlor, e Trump Bar), GoTrump.com (un sito per la ricerca di viaggi online), Select By Trump (una linea di caffè), Trump Drinks (un energy drink destinato al mercato israeliano e palestinese), Donald J. Trump Signature Collection (una linea di abbigliamento maschile, accessori per uomo e orologi), Donald Trump The Fragrance (un profumo, presentato nel 2004 in collaborazione con Estée Lauder), SUCCESS by Donald Trump (un secondo profumo, lanciato dalla Trump Organization e la Five Star Fragrance a marzo 2012), Trump Ice (una linea di acqua minerale in bottiglia), l'ex Trump Magazine, Trump Golf, Trump Chocolate, Trump Home (una linea di arredamento di lusso), Trump Productions (una compagnia di produzione televisiva), Trump Institute, Trump: The Game (un gioco da tavola pubblicato nel 1989 e ri-commercializzato nel 2004 a seguito di The Apprentice), Donald Trump's Real Estate Tycoon (un videogioco manageriale), Trump Books, Trump Model Management, Trump Shuttle, Trump Mortgage, Trump Vodka, Trump Steakhouse, Trump Steaks. Inoltre Trump riceve 1,5 milioni di dollari per ogni presentazione di un'ora che svolge per The Learning Annex. Supporta, inoltre, ACN Inc., una compagnia di marketing e telecomunicazioni. Ha più volte parlato agli eventi aziendali della stessa e ha lodato i fondatori della compagnia, il modello di business e il videotelefono da loro creato. Ha ricavato 1,35 milioni di dollari dai tre discorsi per la compagnia, ovvero 450.000 dollari cadauno.
La Trump Organization ospita, inoltre, le iniziative imprenditoriali della primogenita del magnate, Ivanka Trump, quali Ivanka Trump Fine Jewelry (una linea di gioielli), e la Ivanka Trump Lifestyle Collection (una linea di abbigliamento e cosmetici di lusso, che comprende collezioni di profumi, scarpe, borse, abiti da esterno e occhiali).

## Controversie
Nel 1973, il Dipartimento di Giustizia degli Stati Uniti d'America, Divisione Diritti Civili, ha avviato una causa legale contro la Trump Organization per violazione dei diritti civili, in quanto accusata di rifiutare di affittare proprietà a persone di colore. La Urban League ha provato a mandare testimoni sia bianchi che di colore ad affittare unità abitative in complessi di proprietà di Trump; coloro che erano bianchi ricevevano la possibilità di affittare, coloro che erano neri no. Secondo i documenti del tribunale, quattro sovrintendenti o agenti immobiliari hanno riferito che le domande, inviate alla sede centrale per l'accettazione o il rifiuto, erano differenziate per 'razza'. Un articolo del 1979 su Village Voice ha riportato la dichiarazione di un agente immobiliare, il quale ammetteva che Fred Trump gli aveva dato istruzione di non affittare a persone di colore e di incoraggiare i neri già presenti nelle strutture ad andarsene. Nel 1975, una sentenza consensuale, descritta dal capo della Divisione Immobiliare del Dipartimento di Giustizia come "uno degli accordi più di vasta portata mai negoziati", obbligava Trump a pubblicizzare le proprietà libere sui giornali delle minoranze e nelle liste immobiliari della Urban League. Il Dipartimento di Giustizia ha successivamente affermato che la continua "condotta discriminatoria razziale da parte degli agenti Trump si è verificata con una tale frequenza che ha creato un ostacolo sostanziale al pieno godimento di pari opportunità."
Inoltre, si sostiene che la Trump Organization abbia una storia di pagamenti mancati per i servizi ottenuti. Diverse centinaia di imprenditori o lavoratori che hanno prestato lavoro per l'Organizzazione hanno intentato cause o richieste di ritenzione, sostenendo di non essere stati pagati per il loro lavoro, mentre altri affermano di doversi essere accontentati di cifre nettamente minori rispetto al dovuto.
Nel 1989, le autorità dello Stato di New York hanno ordinato al Grand Hyatt New York, hotel all'epoca di proprietà della Trump Organization e della Hyatt Corporation, il pagamento di 2,9 milioni di dollari di affitto allo stato, cifra che era stata precedentemente trattenuta nel 1986 a causa di cambiamenti "insoliti" nei libri contabili approvati da Donald Trump. Un'indagine da parte dei revisori contabili dei New York City ha portato alla luce la mancanza di record finanziari, e che l'hotel stava usando procedure che violavano i principi contabili generalmente accettati negli Stati Uniti.
A partite dal 2000, la Trump Organization ha posseduto il 50% di TD Trump Deutschland AG, una corporate venture con una società tedesca, con l'obiettivo di realizzare un grattacielo chiamato "Trump Tower Europe", in una città tra Francoforte sul Meno, Berlino e Stoccarda, in Germania. Non risulta però sia mai stato effettuato il pagamento della quota da 2 milioni di euro da parte di Trump. A seguito di tre cause legali, la compagnia è stata sciolta nel 2005.